# Cryphia minima
Cryphia minima är en fjärilsart som beskrevs av Edward P. Wiltshire 1949. Cryphia minima ingår i släktet Cryphia och familjen nattflyn. Inga underarter finns listade i Catalogue of Life.